# جون فروست
جون فروست (بالإنجليزية: John Frost)‏ (20 مايو 1980 بوترفورد في جمهورية أيرلندا - ) هو لاعب كرة قدم أيرلندي في مركز الدفاع. لعب مع باتريك أتلتيك ونادي يميريك وووترفورد يونايتد وSporting Fingal F.C. ‏.

## وصلات خارجية
- جون فروست على موقع قاعدة بيانات كرة القدم.إي يو (الإنجليزية)